# 턱시도 (영화)
《턱시도》(영어: The Tuxedo)는 2002년에 개봉한 미국의 SF 액션 코미디 영화이다.

## 출연
- 청룽 - 지미 통 / 클라크 데블린 역
- 제니퍼 러브 휴잇 - CSA 요원 딜라일라 "델" 블레인 역
- 제이슨 아이작스 - CSA 요원 클라크 데블린 / 브래드 딜퍼드 역
- 데비 메이자 - CSA 요원 스티나 역
- 리치 코스터 - 디트릭 배닝 역
- 페테르 스토르마레 - 심스 박사 역
- 미아 코텟 - 셰릴 역
- 로머니 맬코 - 미치 역
- 대니얼 캐시 - 로저스 역
- 보이드 뱅크스 - 빅 역
- 밥 밸러밴 - CSA 국장 윈턴 차머스 역 (크레디트 미기재)
- 크리스천 퍼텐자 - CSA 요원 조엘 역
- 스콧 위크웨어 - CSA 요원 월리스 역
- 캐런 글레이브 - CSA 요원 랜다 역
- 스콧 야피 - CSA 요원 게이브 역
- 조던 매들리 - 패스트푸드 소녀 역
- 제임스 브라운 - 본인 역
- 콜린 모크리 - 화랑 주인 역
- 노아 댄비 - 자전거 배달원 역
- 킴 로버츠 - 응급실 간호사 역
- 조디 래시코 - 켈스 역
- 폴 베이츠 - 런딘 역
- 크레이그 엘드리지 - 도런 역
- 론 게이브리얼 - 프랭크 롤린스 역
- 마샤 베넷 - 물 회사 경영자 역
- 브라이언 로즈 - 물 회사 경영자 역
- 프랭크 T. 나카시마 - 물 회사 경영자 역
- 루디 웨브 - 물 회사 경영자 역
- 레지 드레거 - 물 회사 경영자 역
- 다이애나 C. 웡 - 꽃가게 CSA 첩보원 역
- 마이크 너갱 - 노숙인 CSA 첩보원 역
- 폴 브론스타인 - 하수도 CSA 첩보원 역
- 스테이시 더패스 - 공원의 여자 역

## 우리말 녹음
SBS 성우진
- 홍시호 - 제임스 통(청룽)
- 김아영 - 델 블레인(제니퍼 러브 휴잇)
- 송두석 - 데블린(제이슨 아이작스)
- 엄현정 - 스티나(데비 메이자)
- 박지훈 - 배닝(리치 코스터) / 화랑 주인(콜린 모크리)
- 오인성 - 심스(페테르 스토르마레)
- 차명화 - 셰릴(미아 코텟) / 제니퍼(세실 크리스토벌)
- 김용식 - 국장(밥 밸러밴)
- 최병상 - 런딘(폴 베이츠)
- 장호비 - 제임스 브라운 / 지미의 친구(로머니 맬코) / CSA 요원(크리스천 퍼텐자)
- 장우영 - 간호사(킴 로버츠) / 가게 직원(피닉스 곤잘러스) / 햄버거점 직원(조던 매들리)
- 정승욱 - 자전거를 탄 남자(노아 댄비) / 배닝의 경비원(대니얼 캐시) / 시스템 음성 / 경찰
- 정명준 - 과학자(스콧 야피)